# ستيفن كار

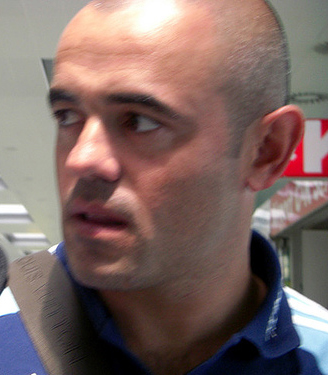
ستيفن كار

ستيفن بابسون كار (بالإنجليزية: Stephen Carr)‏، من مواليد 29 أغسطس 1976 في دبلن في إيرلندا، لاعب كرة قدم إيرلندي.
بدأ مسيرته الكروية مع نادي توتنهام هوتسبر الإنجليزي في عام 1993، ولعب معهم حتى عام 2004، وشارك معهم في 226 مباراة وسجل 7 أهداف، ومنذ عام 2004 وهو يلعب مع نادي نيوكاسل يونايتد الإنجليزي.
و قد بدأ باللعب مع منتخب إيرلندا لكرة القدم في عام 1999.

## مسيرته الكروية
لعب ستيفن كار خلال مسيرته الاحترافية مع 3 أندية في عشرون موسمًا وسجل خلالها 8 أهداف ضمن 410 مباراة. ولم يفز بأي موسم بالكأس أو بالدوري.
خاض ستيفن كار مسيرته مع نادي توتنهام هوتسبير في موسم 1993–94 ليلعب معه أحد عشر موسمًا، مشاركًا في 226 مباراة سجل خلالها 7 أهداف. ثم انتقل إلى نادي نيوكاسل يونايتد في موسم 2004–05 ليلعب معه أربعة مواسم، حيث شارك في 78 مباراة سجل خلالها هدفًا واحدًا. لينتقل بعدها إلى نادي برمنغهام سيتي في موسم 2008–09 ليلعب معه خمسة مواسم، مشاركًا في 106 مباراة ولم يسجل أي هدف.

## روابط خارجية
- ستيفن كار على موقع قاعدة بيانات كرة القدم.إي يو (الإنجليزية)
- ستيفن كار على موقع ليكيب (الفرنسية)
- ستيفن كار على موقع ناشيونال فوتبول تيمز (الإنجليزية)
- ستيفن كار على موقع Soccerbase.com (لاعب) (الإنجليزية)
- ستيفن كار على موقع Soccerway.com (الإنجليزية)
- ستيفن كار على موقع عالم كرة القدم.نت (الإنجليزية)
- ستيفن كار على موقع كووورة